# Nina Kleivanová
Nina Maria Kleivanová (nepřechýleně Nina Maria Kleivan; * 22. března 1960 Oslo) je norsko - dánská výtvarná umělkyně.

## Životopis
Kleivanová vystudovala Královskou dánskou akademii výtvarných umění v roce 1988 a byla žákyní Stiga Brøggera a Heina Heinsena. V roce 1983 získala také vedlejší obor dějin umění na univerzitě v Kodani.
Její obrazy se vyznačují kombinací figurativních a abstraktních prvků, ale od 90. let se Nina Kleivanová věnuje také fotografii a instalacím.
Od svého debutu na výstavě Artists' Autumn v roce 1983 vystavovala několikrát ročně v Dánsku i v zahraničí. Vytvořila také dekorace pro Kodaňskou univerzitu Amager (1990), Dánský svaz zaměstnavatelů (1992), oltářní obraz pro kostel Bavnehøj (1994) a oltářní obraz pro Blegdamsvejens Fængsel (1997). V roce 2010 vyšla kniha Enigma dokumentující produkci umělkyně s textem Petera Michaela Hornunga a Jacoba Wamberga.
Nina Kleivanová je členkou umělecké společnosti Kunstnersamfundet.